# محمد سالم ولد مرزوك
محمد سالم ولد مرزوق هو خبير جيوفيزيائي وباحث ومؤلف ومستشار دولي ووزير موريتاني شغل مناصب وزارية وإدارية في البلاد وخارجها، ويتولى الآن منصب وزير الخارجية منذ نهاية مارس 2022 قادما إليها من حقيبة وزارة الداخلية التي شغلها منذ بداية حكم الرئيس محمد ولد الغزواني في أغسطس 2019 حتى انتقل منها للخارجية (في حكومتيْ محمد ولد بلال و‌ولد الشيخ سيديا)، وقد سبق له أن أمضى أكثر من 13 عاما على رأس منظمة استثمار نهر السنغال التي أنشأتها الدول المجاورة لنهر السنغال (غينيا، و‌مالي و‌موريتانيا و‌السنغال) من أجل تحقيق أقصى استفادة مشتركة من النهر، كما ترأس الشبكة الدولية لمنظمات الأحواض (RIOB) بين عاميْ 2010 و2013.
ينحدر محمد سالم ولد مرزوك من منطقة كيفة (عاصمة ولاية لعصابة) وسط موريتانيا، حصل على البكالوريا، وكان متفوقا في دراسته الجامعية، فحصل على المتريز في فيزياء الأرض (الجيوفيزياء) عام 1984، ثم الدكتوراه في نفس المجال من تونس عام 1987.
 كان يساريا في شبابه، وقد تأثّر بشكل عام بالفكر الماركسي اللينيني (نسبة للمفكر الألماني كارل ماركس والزعيم السوفيتي فلاديمير لينين)، وتأثر خاصة بالفكر الماوي (الذي يستند لمنهج الرئيس الصيني الراحل ماو تسي تونغ).

شغل في حكم الرئيس الموريتاني الأسبق معاوية ولد سيد احمد الطايع (الذي حكم البلاد أكثر من 20 سنة؛ بين عامي 1984 و‌2005) عدة مناصب وزارية في تسعينيات القرن العشرين، وبداية الألفية الثالثة، منها حقيبة مفوضية الأمن الغذائي (1995– 1997) ووزارة التجهيز والنقل (1997– 1998) ووزارة المياه والطاقة (1998–1999) ووزارة العدل (1999–2000) ووزارة الصحة (2000– 2001)، كما قضى أكثر من 15 عاما أستاذا وباحثا في جامعة نواكشوط (1986– 2002).